# سيمون جونز
سيمون جونز (بالإنجليزية: Simon Jones)‏ (و. 1950 – م) هو ممثل، وممثل تلفزيوني، وممثل أفلام، وممثل هزلي، من المملكة المتحدة.

## التعليم
تعلم في جامعة كامبريدج.

## وصلات خارجية
- سيمون جونز على موقع IMDb (الإنجليزية)
- سيمون جونز على موقع ألو سيني (الفرنسية)
- سيمون جونز على موقع ميوزك برينز (الإنجليزية)
- سيمون جونز على موقع قاعدة بيانات برودواي على الإنترنت (الإنجليزية)
- سيمون جونز على موقع قاعدة بيانات الأفلام السويدية (السويدية)
- سيمون جونز على موقع إن إن دي بي (الإنجليزية)
- سيمون جونز على موقع قاعدة بيانات الفيلم (الإنجليزية)
- سيمون جونز على موقع كينوبويسك (الروسية)